# 天理大学女子短期大学部
天理大学女子短期大学部（日语：／ Tenri Daigaku Joshi Tanki Daigakubu *）是过去一所位于日本奈良县天理市的私立短期大学。前天理短期大学（日语：／ Tenri Tanki Daigaku *）。

## 概要

### 简介
- 学校最早可以追溯到1925年即天理外国语学校的创立。短期大学为于1950年开办[1]、由学校法人天理大学经营、来教育的基础是天理教。招生到1957年、停办于1960年[2]。招収只女学生从1957年[2]。

### 历史
- 1950年 天理大学短期大学部成立并同时设置以下三个学科。
  - 生活科
  - 保育科
  - 外语科：分离为以下五个专攻（但招生到1951年、停办于1953年）[3]。
    - 法语专攻
    - 德语专攻
    - 俄语专攻
    - 西班牙语专攻
    - 印尼语专攻
- 1950年 今年12月改校名为天理短期大学[1]
- 1952年 两个学科成立、以下列举[3]（但各自招生到1954年）。
  - 保健体育科
  - 图书馆科
- 1957年 改校名为天理大学女子短期大学部[1]。招生最后、次年停止招生（正式停办于1960年3月23日[2]）。

## 学校环境
- 校区：在奈良县天理市[注 1]

## 组织

### 学科
- 生活科
- 保育科

### 前学科
| - 外语科 - 法语专攻 - 德语专攻 - 俄语专攻 - 西班牙语专攻 - 印尼语专攻 - 保健体育科 - 图书馆科 |

### 专科
| - 没有 |

### 业余课程
| - 没有 |

## 相关链接
- 日本短期大学列表
- 天理大学